# Cool jazz
Cool jazz é um estilo de jazz surgido no final da década de 1940 em Nova Iorque. Um de seus maiores representantes foi o músico Miles Davis. O estilo caracteriza-se por ser, na maioria das vezes, uma música mais lenta e mais melancólica. Há mais espaços na música, ela é mais estendida, e menos notas são tocadas.

## História
Em 1946, após o fim da Segunda Guerra Mundial, houve uma migração de músicos de jazz da Califórnia para Nova Iorque. Lá entraram em contato com músicos de bebop, mas bastante influenciados por músicos de swing como Lester Young e Coleman Hawkins, incorporaram um tom mais maduro. A nova variante, o cool jazz, era leve e mais romântico que o bebop; era uma abordagem mais simples ao ritmo, ainda que preservando a harmonia do bebop. A orquestra de Claude Thornhill, com arranjos de Gil Evans, gravou o estilo na segunda metade da década de 1940; a canção mais famosa de Thornhill, "Snowfall", é tocada ainda hoje. Outros músicos do estilo incluem Lennie Tristano e seus colegas Billy Bauer e Warne Marsh. O estilo cresceu na década de 1950, atraindo a atenção de músicos como Miles Davis, cujas gravações Birth of the Cool (1949) e Kind of Blue (1959) estão entre os álbuns de jazz mais populares já produzidos.